# Le Monastier-Pin-Moriès
Le Monastier-Pin-Moriès là một xã ở tỉnh Lozère trong vùng Occitanie, phía nam nước Pháp.
Sông Colagne chảy theo hướng nam qua phía đông thị trấn, tạo thành một phần ranh giới đông nam, sau đó chảy vào sông Lot - sông tạo thành một phần ranh giới phía nam của Le Monastier-Pin-Moriès.